# Calle de Tranque
La calle de Tranque es una vía urbana de la ciudad de Valladolid, España.

## Descripción
Aparece descrita en Las calles de Valladolid de Juan Agapito y Revilla de la siguiente manera:

En el pago de Vegafria un señor llamado Don Pedro Tranque, contratista de carreteras, según le decían, compró unas grandes extensiones de terreno, con objeto de hacer calles y construir casas. Ya se había iniciado la barriada en el mismo sentido por otro señor. Efectivamente, el dicho Don Pedro Tranque trazó a su modo las calles que le vino en gana para el mejor aprovechamiento de los terrenos, y lo subdividió todo en pequeños solares para hacer casas humildísimas, y como las gentes empezaron a adquirir pequeñas parcelas, que se daban por poco precio, pero vendiendo por pies lo que se había adquirido por obradas, quedó la explotación reducida a trazar las calles y vender solares. Todo ello ocurría a fines del siglo XIX. Las calles, según se ha dicho, se trazaron caprichosamente; las rasantes, sin estudio de ningún género; y una de las calles se la bautizó con el nombre de «calle de Alejandro Tranque», uno de los hijos de dicho señor, que tendría resultados en el negocio, pero que contribuyó a hacer un barrio inoportuno, mal situado y tan difícil para su urbanización.